# Banat central
Pour les articles homonymes, voir Banat.
Le district du Banat central (en serbe cyrillique : Средњебанатски округ ; en serbe latin : Srednjebanatski okrug) est une subdivision administrative de la république de Serbie. Au recensement de 2011, il comptait 186 851 habitants. Le centre administratif du district du Banat central est la ville de Zrenjanin.
Le district est situé au nord-est de la Serbie, dans la province autonome de Voïvodine ; il fait partie de la région du Banat serbe.

## Villes et municipalités du Banat central
| Nom        | Superficie (en km²) | Population 2002 | Population 2011 | Statut       |
| ---------- | ------------------- | --------------- | --------------- | ------------ |
| Žitište    | 525                 | 20 399          | 16 786          | Municipalité |
| Zrenjanin  | 191                 | 132 051         | 122 714         | Ville        |
| Nova Crnja | 273                 | 12 705          | 10 222          | Municipalité |
| Novi Bečej | 609                 | 26 924          | 23 847          | Municipalité |
| Sečanj     | 523                 | 16 377          | 13 282          | Municipalité |
| Total      | 3 254               | 208 456         | 186 851         |              |